# Plejaderne (stjernehob)
 For alternative betydninger, se Plejaderne (flertydig). (Se også artikler, som begynder med Plejaderne)
 Der er for få eller ingen kildehenvisninger i denne artikel, hvilket er et problem. Du kan hjælpe ved at angive troværdige kilder til de påstande, som fremføres i artiklen.

Plejaderne, også kendt som M45 (Messier 45), Syvstjernen, eller De Syv Søstre, er en åben stjernehob i stjernebilledet Tyren. Den er blandt de nærmeste stjernehobe, nok den mest kendte og uden tvivl den mest iøjnefaldende for det blotte øje.
Hoben domineres af varme blå stjerner, som er dannet inden for de sidste 100 millioner år. Støv, der danner en svag refleksionståge omkring de klareste stjerner, blev engang anset for at være rester fra dannelsen af stjernehoben, men vides nu at være en urelateret forbipasserende støvsky. Hoben skønnes at ville eksistere endnu 250 millioner år før den går i opløsning.
Bestemmelsen af afstanden til Plejaderne er astronomisk vigtig, idet denne distance tjener som første trin i opmålingen af afstande i hele universet. Den moderne værdi for afstanden til Plejaderne er 135 parsec, eller 440 lysår.

## Observationshistorie
Plejaderne kan ses fra det meste af Jorden på de rigtige tider af året (om vinteren på den nordlige halvkugle og om sommeren på den sydlige), og følgelig har de også været kendt af utallige civilisationer og kulturer: Maorierne, de australske aboriginere og kineserne kendte dem. Mayaerne omtalte Plejaderne som Tzab-Ek, og grækerne betragtede dem som et selvstændigt stjernebillede. Plejaderne omtales også i Biblen og muligvis i Koranen.
Man har længe været klar over at stjernerne "hørte sammen"; at der var en årsag andet end tilfældets gunst, til at adskillige nogenlunde ens stjerner er samlet i sådan en tæt "klynge" på himlen, og bevæger sig i "samlet flok" i omtrent samme retning.
Da Charles Messier udarbejdede sit katalog over komet-lignende objekter (offentliggjort i 1771), føjede han Plejaderne til listen som objekt nr. M45, til trods for at Plejaderne næppe kan forveksles med en komet. Tilsvarende synes Oriontågen (M42) og en anden stjernehob, M44, at "falde udenfor" formålet med Messiers liste. Det har ført til spekulationer om at Messier tilføjede disse objekter for ganske enkelt at overgå sin rival, Nicolas Louis de Lacaille, som i 1755 havde offentliggjort en tilsvarende liste med 42 objekter.